# Ostrołęka (powiat zgierski)
Ostrołęka – wieś w Polsce położona w województwie łódzkim, w powiecie zgierskim, w gminie Głowno.
Wieś szlachecka Ostrałąka położona była w drugiej połowie XVI wieku w powiecie rawskim ziemi rawskiej województwa rawskiego. W latach 1975–1998 miejscowość należała administracyjnie do ówczesnego województwa łódzkiego.
W Ostrołęce urodził się prof. Włodzimierz Waliszewski (zm. 2013) – polski matematyk.